# Olavi Rove
Olavi Rove   (Hèlsinki, 29 de juliol de 1915 - Hèlsinki, 22 de maig de 1966) va ser un gimnasta artístic finlandès que va competir durant les dècades de 1940 i 1950.
El 1948 va prendre part en els Jocs Olímpics d'Estiu de Londres, on disputà vuit proves del programa de gimnàstica. Guanyà la medalla d'or en el concurs complet per equips i la de plata en el salt sobre cavall, mentre en les altres proves finalitzà més enllà de la vuitena posició. Quatre anys més tard, als Jocs de Hèlsinki, tornà a disputar vuit proves del programa de gimnàstica. Guanyà la medalla de bronze en el concurs complet per equips, mentre en les altres proves finalitzà en posicions força endarrerides.
En el seu palmarès també destaquen quatre medalles de plata i una de bronze al Campionat del Món de gimnàstica artística de 1950.